# Pseudophacopteron khayae
Pseudophacopteron khayae är en insektsart som beskrevs av Malenovsk² och Burckhardt 2009. Pseudophacopteron khayae ingår i släktet Pseudophacopteron och familjen Phacopteronidae.
Artens utbredningsområde är Nigeria. Inga underarter finns listade i Catalogue of Life.